# Ендрю Рутерферд (плавець)
Ендрю Рутерферд (ісп. Andrew Rutherfurd, 21 грудня 1988) — болівійський плавець.
Учасник Олімпійських Ігор 2012 року, де в попередніх запливах на дистанції 100 метрів вільним стилем посів 41-ше місце і не потрапив до півфіналів.